# 프린세스 (만화)
《프린세스》는 여성만화가 한승원의 순정만화이다. 1995년부터 만화잡지 이슈에 연재되었으며 현재는 온라인으로 연재되고 있다. 가상의 나라 3개국을 배경으로 슬픈 사랑이야기를 담았다.
네이버 웹툰이라는 특성상 댓글이 존재하고, 엄연히 그것은 당연하게 받아들여졌으나 최근 댓글을 없애자는 의견을 쓰는 독자들이 상당수 있다.

## 작품 정보
1995년 순정만화지 이슈의 창간과 함께 연재를 시작하여 1997년 1부 연재를 마무리하고 1999년에서 2002년까지 2부 연재를, 2003년부터 2006년까지 3부 연재를, 2007년부터 4부 연재로 분할하여 연재했으며 이후로는 다음 만화에 온라인 연재를 시작했지만 작가의 건강문제로 연재 중단 상태에 있었다. 이전 잡지 연재 때에도 작가의 건강문제(팔을 사용할 수 없는 상태)로 인해 잦은 연재 중단이 이어진 적이 있으나, 2014년 6월 12일부터 네이버 웹툰으로 다시 돌아오게 되었다.
"시작은 "꿈" 이였습니다.
수십년전 3일을 연속으로 꾼 꿈이 너무 가슴에 남아 -
지워지지 않아,10년을 마음에 품었다가...
그 꿈에 살을 입히고, 옷을 입혀 1995년 12월 "프린세스 라는 이름으로 세상에 내 보내었습니다.
그리고 오랜시간-
어렸던 주인공들이 자라나고, 같이 자란 독자들이 어른이 되고, 어머니가 되고,
작가는- 그 모두와 프린세스의 세계에서 살았습니다.
-그동안- 믿고 기다려주신 독자분들을 위해,
아직은 끝나지 않은- 그들의 이야기를 이어가려 합니다.
그 전에- 지난 이야기를 오랜 독자분들께 제일 좋은 상태로 보여드리고 싶어, 프린세스 전권을
리마스터링 (다시 스캔하여, 대사를 새로 입힘) 하여, 정리하는 시간을 가지게 되었고.
그 정리된 지난 원고분의 연재가 끝나면,프린세스는 시즌5로 다음 이야기를 진행합니다.
그런 자리를, 좋은 매체와 함께 준비하게 되어 기쁘게 생각하며, 앞으로 화/목/토 1주일에 한권 분량으로 프린세스의 지난 이야기가 여러분을 만나러 옵니다.
함께...
가기 위하여...
- 한승원 - 
출처: 네이버 웹툰 2014년 6월 12일자.
작가님이 또다시 휴재를 하셨다. 현재 네이버 웹툰을 기준으로 1월 12일 37화를 끝으로 또다시 휴재를 하셨다.

## 등장인물

### 라미라국
비앙카스타 표르도바(비앙카스타 로디트/비이)
여주인공. 라미라 왕국의 유모인 에이레네 로디트와 페르디안 로디트 사이에서 태어난 유모의 딸로 어머니를 따라 라미라 왕궁에 들어간 것을 계기로 라미라의 왕자 비욘 카칸 표르도바(표르도바 Ⅲ세)와 만나 그와 사랑에 빠지게 되었고, 비욘이 국왕에 즉위하게 되자 그의 왕비가 되었다. 그러나 라미라에서 일어난 전쟁에 의해 비욘과 헤어지게 되었고, 피신 중에 딸 프레이야 표르도바를 출산하여 키웠다. 에스힐드와 함께 도망치며 서로를 의지해 간신히 살아남았다.이후 피신지에 온 식민지 라미라 병사들에 의해 살해되었다.
비욘 카칸 표르도바(표르도바 Ⅲ세/비욘)
남주인공이자 라미라 왕국 국왕. 어린 시절을 함께 보낸 유모의 딸 비이에게 애정을 두게 되고, 마침내 왕이 되면서 그녀를 왕비로 맞아들였다. 그것도 에스힐드라는 약혼자가 버젓이 있는데도 불구하고, 협정을 깨면서 강제적으로 한 결혼이다. 자신의 잘못으로 화가 난 바르데르가 충신에서 돌아서면서 아나토리아를 끌어들인 전쟁때문에 비이와 이별을 하게 되었다. 후에 극적인 상봉을 하게 된다. 하지만 식민지 라미라 병사들에 의해 비이가 죽게 되고, 상심한다. 훗날, 병으로 죽는다.
에스힐드 바르데르(에쉬)
라미라 총리대신 바르데르의 외동딸. 여자이지만 보이쉬한 성격과 스타일이 짙어 어려서부터 전쟁놀이를 즐기기도 하였고 자존심이 세다. 가문간의 정략 결혼으로 비욘의 왕비가 되기로 되어있었으나 정작 비욘은 비이에게 관심을 두어 에스힐드와 파혼했고, 그로인해 자존심이 상하자 비이에 대해 증오를 갖게 되어 한때는 비이를 살해하려고도 했었다. 그러나 라미라 무사가문인 바이다 가문의 장남 라이언 바이다에게 어릴적부터 품어온 사랑을 고백하고 그와 깊은 사랑에 빠지게 되었다. 후에 '에쉬'라는 가명을 사용하며 라미라 전쟁 때는 비이와 함께 피신생활을 하기도 하였다.
라이언 바이다(레오)
라미라 무사가문 바이다 가문의 장남. 비욘을 호위하는 직책을 맡고 있으며 건장하고 혈기왕성한 성격이다. 비욘, 에스힐드와는 동갑이며 특히 에스힐드에게 관심을 보여서 그녀와 깊은 사랑에 빠지기도 했다. 라미라 전쟁이 터지면서 에스힐드와 이별하였다가 극적으로 다시 만나게 되었다. 전쟁 때는 검은 복면을 한 에쉬를 지켜내려다 오히려 적군이 찌른 창(槍)에 찔려 한쪽눈을 잃기도 했다.
프레이야 표르도바(프리)
비이와 비욘 사이에서 태어난 딸로 라미라국의 프린세스(공주)이다. 라미라 전쟁으로 비이와 에스힐드가 코르시카로 피신하였을 때 태어났으며 두 사람의 보호를 받으며 자랐다. 7살이 되던 해에 아버지인 비욘과 처음으로 상봉하였으나 이후 부모가 잇따라 사망함에 따라 고아가 되었다. 후에 세이 렌의 보호를 받으며 자랐으며 온갖 무술과 암술 등을 배웠다. 어머니인 비이가 죽은 이후 독학을 통해 여러 학문에 능하고 똑똑하다. 왕가를 사랑하는 라미라 국민들의 특성 덕분에 추후에 잃어버린 왕권을 다시 취합하고 도모하는데 주변에 뜻을 함께할 사람들이 모이기 시작한다. 프리를 싫어하는 사람들은 이를 주인공 버프라 부르기도. 하지만 그것은 프리가 어머니를 잃은 이후 어떻게 살아왔는 지를 간과한 해석이라고 비판 받기도 하는 부분이다.
히로이크 바이다(히로 / 히스)
바이다 가문의 막내. 형제 중 유일하게 검은 머리를 가졌으며 태어났을 때 주술사로부터 '2개의 운명의 별' 을 가졌다는 판단을 받았다. 병약하지만 어릴 때부터 군사쪽에 관심을 두었으며, 라미라 전쟁 때 아나토리아 왕국의 공주인 테오도라 토르와 함께 아나토리아 왕국으로 건너가 자신의 출신을 숨기고 '히스'라는 가명을 사용하게 되었다. 후에 비이의 아버지 '페르디안 로디트(디안)'과 함께 생활하다가 프레이야를 만나게 된다.
레오날드 바이다
바이다 가문의 주인이자 라미라 왕국의 관료. 충성심이 매우 강하여 왕가를 지키는 데 기여를 하였으나 비욘이 비이를 왕비로 맞아들이려 하자 강경하게 반대하였다. 비이와 비욘의 결혼을 막기 위해 한때 비이를 죽이려고도 했었지만 세이 렌에 의해 실패했다. 라미라국 총리인 바르데르 가와는 라이벌 관계이며 바르데르의 반정으로 인한 라미라 전쟁 때 참전하였다가 바르데르에 의해 전사하였다.
에이레네 로디트
라미라국 왕궁의 시녀 출신으로 비이의 생모이자 프리의 외할머니이다. 한때 라미라왕 표르도바 Ⅱ세에게 애정을 느끼고 있었으나 그가 코르시카국의 공주인 파라 왕녀와 결혼하자 그에 대한 호감을 접었다. 하지만 한편으로는 여전히 그에 대해 마음을 두고 있다. 라미라 왕궁에서 자신과 딸인 비이의 생명에 위협을 느끼게 되자 비이를 몰래 산골짜기로 보낸 적이 있었으며 전쟁 때는 식민지 라미라국의 인질이 되어 높은 탑 안에 감금되었다. 한때 에스힐드가 그녀를 풀어주기 위해 몰래 들어왔으나 이를 거절했다.
표르도바 Ⅱ세
라미라국 국왕이자 비욘의 부왕(父王). 왕자 시절 궁내(宮內)에서 시녀였던 에이레네에게 마음을 두었으나 왕가에서 정한 코르시카의 파라 왕녀와 혼인하게 되었다. 선천적으로 병약한 기질 때문에 건강이 자주 악화되었고 30대의 젊은 나이로 사망했다.
파라 왕비
라미라국 왕비이자 표르도바 Ⅱ세의 왕비. 비욘의 어머니. 가난한 나라인 코르시카국 왕가 출신의 공주로 라미라국의 표르도바 Ⅱ세에게 시집을 갔으나 건강악화로 인해 이미 사망하여 작품 안에서는 고인(故人)으로 설정되어 등장한다. 심성은 다정한 여인 자체였으며 죽기 전 에이레네에게 비욘을 잘 부탁해달라는 전언(前言)을 해 준다.
바르데르
라미라국 총리이자 에스힐드의 아버지. 가문의 체면을 유지하기 위해 정략적으로 자신의 딸 에스힐드를 비욘에게 시집을 보내려 했지만 비욘이 비이와 혼인을 선언하자 이에 대한 불만을 품고 반란을 강행했다. 내전(內戰)을 주도했다가 아나토리아국이 전쟁이 개입하자 스카데이의 편에 서서 조국을 배신했다. 이후 식민지 라미라왕이 되어 나이 어린 왕비와 혼인을 하고 아들도 얻었지만 후에 사망하였다.
라리사
스가르드국 출신으로 당시 라미라 파견대사로 지냈던 아버지와 함께 라미라국에서 생활했으며 비이 등과도 만난 적이 있다. 이후 나이가 많은 바르데르와 혼인을 하여 식민지 라미라국 왕비가 되고 왕자를 출산했다. 주근깨 얼굴을 가지고 있다.

### 아나토리아국
스카데이 토르
아나토리아의 남작 루텐 토르와 올라비아 모니카 사이에서 태어났다. 후에 아버지가 사망하자 아나토리아 왕가에 반정을 일으켜 왕을 축출시키고 스스로 왕좌에 올랐다. 여자에 대한 집착심이 강한 아버지의 영향 때문에 자신 역시 여자들에게 관심을 두어서 여러 여자들과 관계를 맺기도 했지만 정작 진정으로 사랑했던 여자는 없었다. 어머니와 닮은 비이에게 관심을 두고 그녀를 잡기로 마음먹기도 했지만 라미라에 왔던 시절 라미라 천민 여자인 리린의 이부여동생 라라를 만나게 되어 그녀를 차비로 들였다. 라라에게 마음을 열었던 시기가 있었지만 라라가 산후병으로 사망한 후에는 그녀에 대한 그리움을 잊지 못하고 있다.
그 때문인지 라라가 낳은 딸인 리라를 제외하고 모든 자식들은 자식이 아닌 권력을 유지하는데 이용하는 장기말로 본다. 자식이 죽어도 눈물 한 방울 흘리지 않을 성격. 스카데이의 이런 면 때문에 오히려 배다른 자식들 간에 우애가 돈독하다. 
라라 모니카
아나토리아 스카데이의 차비(次妃, 후궁). 원래 라미라국 천민 출신으로 술주정뱅이 아버지, 이부언니인 리린과 함께 생활하다가 아버지가 리린을 해치려 하자 각목으로 때린 후 동시 피신하다가 비이를 만나 그녀와 핀크산(山) 속에서 생활을 하기도 했다. 하지만 비이가 라미라 왕궁으로 가고 리린이 아나토리아 군사들에게 피살되면서 리린의 아들 시벨 토르와 함께 아나토리아로 건너가 스카데이와 함께 생활을 하게 된다. 여러 번의 유산 끝에 나중에 가서 겨우 임신을 하게 되었지만 왕비의 부름으로 왕비의 시녀들에게 강제로 호송되다가 시벨에게 구출되었다. 이후 심한 하혈 끝에 딸 리라 토르를 출산하지만 그 직후 산후병과 탈진 등으로 사망했다.
리라 토르
스카데이와 라라 모니카(차비) 사이에서 4번에 유산끝에 얻은 공주다. 어렸을 때 엄마의 보살핌 없이 살아 몸이 많이 연약했지만 건강해진다.
요피나 토르
스가르드국 출신의 공주로 스카데이의 왕비이다. 17세의 나이로 아나토리아국으로 건너와 스카데이의 왕비가 되었지만 사랑이 아닌 두 나라 간의 정치적인 이유로 정략결혼을 한 터라 남편과의 사이는 좋지 않다. 사치를 즐기고 호화롭게 꾸미는 것을 좋아하는 편이며 특히 차비인 라라 모니카에 대해 질투심을 보였다. 스카데이가 사냥으로 부재중인 것을 틈타 시녀들에게 라라를 강제로 끌고오라고 명령을 내리기도 했지만 시벨 때문에 실패했다. 후에 공주 데리카를 출산하였으며 친정인 스가르드 왕가와 긴밀한 내통을 펼치기도 한다.
헤젤 하이가(헤젤 토르)
스카데이의 여동생으로 지금은 하이가 공작에게 시집을 가 하이가 공작 부인으로 통하고 있다. 냉정하게 보이는 한편으로는 온화한 일면이 있으며 슬하에 2녀를 두고 있지만 나중에 시벨이 들어옴에 따라 그를 양자로 맞이하기도 했다. 실제로는 올라비아와 챠이 렌 사이에서 난 태어난 딸로 세이 렌의 여동생이자 스카데이의 이부여동생이기도 하다. 그러나 정작 헤젤 자신은 루텐을 아버지로 알고 있으며 루텐은 이런 사실을 이미 알고 있었다. 스카데이 또한 헤젤의 출생을 눈치챘으나 여동생으로 인정한다.
테오도라 토르
스카데이의 이복 여동생으로 루텐과 그의 애첩이자 시녀였던 이사벨 사이에서 태어났다. 한때 비욘의 왕자비 후보에 오르기도 했으나 비욘은 비이에게 관심을 두고 있었기 때문에 성사되지 못했다. 스카데이의 난이 일어나자 레오날드 바이다가 후견인이 되어 전쟁시의 인질로서 어머니와 함께 라미라로 들어와 '사르 공녀'라는 가명으로 살아갔지만 라미라 전쟁이 터지면서 라미라군의 인질이 됐었다. 후에 아나토리아로 귀국해 스가르드의 나이 많은 야파왕자에게 시집갔다.
이사벨
아나토리아 토르 성의 시녀 출신으로 루텐 토르의 애첩이기도 하였다. 루텐이 술에 취한 틈을 타 그와 정사를 하여 테오도라를 출산했으며 이후에도 루텐의 총애를 받았다. 루텐과 정식으로 결혼을 하려 했지만 루텐이 죽고 스카데이의 난이 터지면서 딸과 함께 라미라로 도망쳐 남쪽에서 온 '사르 후작부인'이라는 가명을 쓰고 살았다. 후에 아나토리아로 다시 돌아오게 된 후 토르 본가에서 무희 출신인 레베카와 동거하게 되었으나 레베카가 아이를 낳고 죽은 후에는 히로, 아레아, 리라 토르의 보모 역할이 되었다. 요염한 미녀였으나 나중에는 체구가 뚱뚱해지게 되었다. 사치를 즐기며 성격은 표독스러운 편이다.
세이 렌
아나토리아의 무사 출신인 챠이 렌의 아들. 한때 스카데이의 심복으로 그의 명령하에 라미라국으로 잠입하여 비이를 납치하려 했지만 그녀에게서 올리비아 모니카의 모습을 보자 오히려 그녀를 지켜주기로 마음 먹고 라미라국 편에 서게 되었다. 전쟁 후에는 비이, 에스힐드와 함께 코르시카국에서 잠시동안 생활하기도 했으며 비이가 사망한 후에는 그녀의 딸 프리를 보호하는 역할을 맡게 되었다. 주특기는 표창 투척이며 아버지도 표창을 다뤘던 인물이다. 유년기에 스카데이가 괴한에게 위기를 맞게 되자 그를 지켜주려다 얼굴에 상처를 입고 얼굴에 흉터자국이 남게 되었으며 루텐에 의해 용병으로 징병되기도 했다.
시벨 토르
스카데이와 리린 사이에 태어난 아이로 아나토리아의 왕자이다. 원래 라미라 출신이었으나 어머니의 죽음을 계기로 라라 모니카와 함께 아나토리아로 건너가 헤젤의 양자가 되었다. 어렸을 때는 순진했으나 스카데이와 라라의 방에 몰래 들어오게 된 것과 생존본능을 계기로 토르가의 냉혈감성을 이어받아 냉혹한 성격으로 진화해 가고 있다.
아레아 토르
스카데이와 레베카 사이에 태어난 아이다. 부모와 달리 소심한 성격을 갖고 있지만 자신을 양육한 고모 테오도라의 영향으로 온화하고 다정하다. 마음이곱고 따뜻해서 리라 토르를 옆에서 잘 보살펴준다. 스가르드의 실라이 왕자와 결혼하기로 되어 있어 시벨과 베아트리스가 빼돌리려고 하지만 테오도라를 살리기 위해 바다속으로 뛰어들어간다.
베아트리스 하이가(베스)
헤젤과 하이가 공작의 장녀. 명랑하고 쾌활하지만 때로는 덜렁거리는 면도 있어 사고가 잦다. 히로에게 관심을 보이기도 했다. 시벨과 약혼 얘기가 돌았으나 서로가 친남매처럼 자라 관심을 보이지 않고 있다.
클레어 하이가
헤젤과 하이가 공작의 차녀.
하이가 공작
헤젤의 남편으로 아나토리아 영주 가문 출신의 관료이다. 첫 등장 당시에는 '백작'으로 설정되었는데 스카데이의 난에 공로를 받아 '공작'으로 격상되었다.
루텐 토르
아나토리아국 남작으로 아나토리아의 왕과 이복형제이며, 모친이 천민이다. 냉혹하고 독재적인 면이 있으며 여러 여자들과 관계를 맺게 되어 3명의 여자를 두기도 했다. 특히 모니카가의 올라비아 모니카와는 정식 부부 사이였으며 올리비아를 사랑했고, 잊지 못했지만 사이는 좋지 않았다. 올리비아와 결혼하기 전부터는 그레텐과, 올리비아 사후에는 이사벨과 관계를 맺었지만 후에 그레텐에 의해 죽게 된다.
올라비아 모니카
루텐의 아내이자 모니카 가문의 마지막 공녀. 17세의 나이에 루텐에게 시집을 왔지만 그리 행복하게 지내지 못하였으며 특히 남편의 냉혹한 기질 때문에 불행을 느끼기도 했다. 후에 무사인 챠이 렌에게 관심을 보여 그와의 정사를 통해 헤젤을 출산했지만 루텐에게 스카데이, 헤젤, 세이의 신변의 안전을 조건으로 계약해 약을 먹고 자살하여 25살의 나이로 세상을 떠났다.
챠이 렌
아나토리아국 무사 출신으로 올라비아 모니카의 호위를 맡았으며 이를 계기로 그녀와 사랑에 빠지게 되어서 헤젤 하이가를 얻기도 하였다. 그러나 이를 눈치챈 루텐에 의해 죽음을 맞았다.

### 스가르드국
마메르 아르고 Ⅲ세
스가르드국의 국왕이자 절대권력자. 고령의 노회한 인물로 처세에 능한 편이다. 라미라와 아나토리아의 모습을 지켜보고 있으며 라미라 전쟁 때는 아나토리아를 지지하기도 했다. 하지만 전쟁 이후에는 스카데이에 대한 불쾌감을 느끼고 있었으며 수년 후에 사망하였다.
야파 아르고
마메르 아르고의 세 번째 아들로 한때 바람의 왕자라는 별명을 가졌다. 그러나 자신의 눈앞에서 처와 자식들이 죽고 난 뒤로 망나니의 삶을 살게 되었다. 아나토리아의 공주로 단아한 성품의 테오도라 토르를 왕자비로 맞음으로써 옛 상처를 치유하고 서로 사랑하게 되었다. 이후 무조 왕자와 엎치락 뒤치락 하며 스가르드 국왕의 자리에 오르게 된다.
실라이 아르고
마메르 아르고의 여섯째 아들이자 넷째비(妃)의 아들. 긴 머리를 가진 미남왕자로 테오도라가 스가르드국에 왔을 때 처음 모습을 보였다. 야파의 죽은 전처를 사랑했으나, 지키지 못했다는 아픔을 안고 있으며, 후에 테오도라를 사랑하여 그녀를 남몰래 지켜준다.
무조 아르고
마메르 아르고의 넷째 아들. 냉혹하고 야욕적인 성격을 지녔으며 후에 부왕인 마메르 왕을 죽이고 왕좌에 올라 야파, 스카데이와 전쟁을 벌이게 된다.만화 내 아들이 많다는 언급이 있다.

### 코르시카국
코르시카 국왕
본명 불명. 약소국인 코르시카의 국왕이자 원수로 최고령 노인이며 공주인 파라 왕녀를 라미라의 표르도바 Ⅱ세에게 시집을 보내기도 했다. 라미라 전쟁이후, 바르데르에게 쫓기는 비욘에게 힘을 빌려주며, 에스힐드(에쉬)와 세이 렌에게도 힘을 빌려준다.
라울
코르시카 국왕의 아들이자 코르시카국 왕자.
갈론
코르시카국의 용감한 장수로 해상에서 그의 실력을 따를 사람은 없다할 정도로 실력이 좋으며, 한때 파라 왕녀를 사랑하였던 인물이다. 후에 라미라국에 전쟁이 발발하면서 참전하였다가 스카데이와 교전 중 전사(戰死)했다.

### 카르타국
카르타 국왕
본명 불명. 카르타국(國)을 통치하는 원수로 비욘과 긴밀한 협력을 맺게 된다.

## 지명
라미라국(國)
섬나라로 나뭇잎 모습을 하고 있으며 1년 내내 봄날씨를 유지하여 경제적으로 풍족함을 자랑하고 있지만 지리적으로 강대국들의 군사적 요충지상에 위치해 있는 탓에 이들의 침공 위협에 시달리기도 한다. 아나토리아국의 침공 때 전쟁에 패배하여 아나토리아국의 식민지가 되었다.
아나토리아국(國)
대륙국가로 바다를 사이에 두고 라미라국 북부와 마주하고 있으며 군사적으로 강대국임을 자랑하고 있지만 1년 내내 겨울 한파가 불어닥치는 기상적 습성 때문에 경제 및 상업면에서는 라미라에 비해 매우 낙후된 나라이기도 하다.
스가르드국(國)
대륙국가로 아나토리아국과 국경을 사이에 두고 있으며 아나토리아나 라미라국 못지않게 풍족하게 사는 나라이기도 하다. 한때 '아라나다'라는 이름하에 아나토리아, 라미라 등을 다스리기도 했으나 나라가 해체되면서 스가르드, 아나토리아, 라미라국으로 분할되었다. 마메르 왕은 아라나다의 부활을 꿈꾸기도 했으나 그의 죽음으로 인해 끝내 이루어지지 못했다.
코르시카국(國)
라미라 서부와 바다를 사이에 두고 마주하고 있으며 군사적으로 약소한 탓에 라미라 못지않게 군사적,정치적으로 불안이 깃든 나라이다. 경제적으로도 빈곤과 낙후로 인해 라미라국에 대부분 의지하고 있다.
카르타국(國)
스가르드국과 국경을 사이에 두고 있으며 가장 나중에 나온 나라였기 때문에 먼저 나왔던 네 나라에 비해서 상세한 내용은 잘 알려지지 않았다.

## 단행본 정보
- 작가진 : 한승원(만화가)
- 출판사 : 대원씨아이
- 완결여부 : 미완결
- 발행부수 : 2008년 6월, 제 31권 발행